# Grajalejo de las Matas
Grajalejo de las Matas es una villa española, perteneciente al municipio de Villamoratiel de las Matas, en la provincia de León y el Partido judicial de Sahagún, en la Comunidad Autónoma de Castilla y León.
Situado sobre el Arroyo de Valmadrigal, afluente del Arroyo de la Vega, y este a su vez del Río Cea.
Los terrenos de Grajalejo de las Matas limitan con los de Villamarco al noroeste, Villamoratiel de las Matas al oeste, Matallana de Valmadrigal al sur, Fontanil de los Oteros y Santa María de los Oteros al sureste, San Román de los Oteros al este y Santas Martas al noreste.

## Monumentos histórico artísticos
- Iglesia de San Martín con retablo datado del siglo XVI, probablemente escuela Juan de Juni.
- Ermita del Bendito Cristo del Amparo construida en 1934

- Datos: Q5884138